# Hugoline van Hoorn
Hugoline van Hoorn, née en 1970, est une joueuse de squash représentant les Pays-Bas. Elle atteint la 21e place mondiale sur le circuit international en 1995, son meilleur classement. Elle est championne des Pays-Bas à quatre reprises entre 1991 et 1995.

## Biographie
Après sa retraite sportive, elle devient gestionnaire de comptes pour la banque Rabobank.

## Palmarès

### Titres
- Championnats des Pays-Bas : 4 titres (1991, 1993-1995)

### Finales
- Championnats d'Europe par équipes : 2 finales (1993, 1995)